# パトリック・エケング
パトリック・クラウド・エケング・エケング（Patrick Claude Ekeng Ekeng、1990年3月26日 - 2016年5月6日）は、カメルーンの元サッカー選手。元カメルーン代表。ポジションはMF。
2015年にカメルーン代表に初出場、同年のアフリカネイションズカップ2015の際にも選出された。しかし翌2016年5月6日のリーガ1・FCディナモ・ブカレスト対FCヴィトルル・コンスタンツァ戦の63分にエリク・ビクファルヴィと交代し途中出場し、その7分後に突如センターサークル内で昏倒し病院に搬送され、そのまま死亡が確認された。

## クラブ歴
ヤウンデに生まれ、16歳の時、すなわち2006年にキャノン・ヤウンデのユースチームに加入した。2008年にトップチームに昇格した。
2009年7月4日、フランス・リーグ・アンのル・マンFCに3年契約で移籍、当初は4部のフランスアマチュア選手権に所属するリザーブチームでの出場が多かった。トップチームでの初出場となったのは2010年8月20日で、リーグ・ドゥのLBシャトールー戦で、途中出場であった。しかし、トップチーム定着とはならず、その後もリザーブチームでの出場が続いた。
2011年1月14日には3部のフランス全国選手権に所属するロデーズAFに6月までの契約でレンタル移籍をした。ここではレギュラーとして活躍したものの、クラブは降格の憂き目に遭った。
6月にル・マンFCに復帰すると、レギュラーに定着した。2013年7月8日に退団し、同日に2年契約でFCローザンヌ・スポルトに移籍した。
2014年7月14日、プリメーラ・ディビシオンに昇格するコルドバCFに移籍、ハーフナー・マイクとチームメイトとなった。プリメーラ・ディビシオンでは8月30日のセルタ・デ・ビーゴ戦の74分にアリツ・ロペス・ガライとの交代で途中出場、ホームでの試合であったが1-1のドローに終わった。10月3日にヘタフェCFから初得点を奪い、アウェーの地で1-1での引分に持ち込んだ。翌年の8月31日にセグンダ・ディビシオンへの降格に伴い、彼は契約を打ち切った。
2016年1月11日にルーマニア・リーガ1のFCディナモ・ブカレストに移籍。4月20日のクパ・ロムニエイの準決勝第2試合のFCステアウア・ブカレストとのエターナルダービー戦で初得点、2-2の引分に持ち込んだ。その後5月7日のリーガ1・FCヴィトルル・コンスタンツァ戦で突然死したため、この得点が彼のルーマニアでの唯一の得点、そして生涯最後の得点となった。ルーマニアでは公式戦12試合に出場した。

## 代表歴
アフリカユース選手権2009の際にU-20代表に選出され、ガーナU-20代表に決勝で2-0で敗北し準優勝の結果を残した。その後2009 FIFA U-20ワールドカップにも同国代表として出場したが、グループステージ敗退となった。
2015年1月7日には地元ヤウンデのスタッド・アフマドゥ・アヒージョで行われたコンゴ民主共和国代表との親善試合で57分にフランク・コムと交代で途中出場し、A代表初出場を達成した。その2日後にはアフリカネイションズカップ2015のメンバーとしてフォルカー・フィンケ監督に選抜されたが、この大会で出場機会を得る事はなく、代表もグループステージ敗退となった。なお、この発表の翌日に行われた南アフリカ共和国代表との親善試合では途中出場をした。

## 突然の死
2016年5月6日、ホームで迎えたリーガ1・FCヴィトルル・コンスタンツァ戦の63分にエリク・ビクファルヴィと交代し途中出場し、その7分後に突如センターサークル内で昏倒し、選手やメディカルスタッフの呼びかけにも反応を示さなかったため、病院に搬送された。この時、試合は3-2で優勢であったが、彼の搬送後に追い付かれ3-3の引分に終わった。
病院に運ばれた彼は1時間から2時間に及ぶ蘇生を施されたものの、メディカルスタッフによって死亡が確認された。享年26。ルーマニアのディジ・スポルトによると、彼を病院まで搬送した救急車には専門的な装備は為されていなかったと云う。
この試合はルーマニア国内で生放送されていたため、彼の斃れた瞬間を多くのサッカーファンが目にする事となった。
死因については明確ではないが、心臓発作であるとの見方が強くなっている。
なおチームは2000年にも当時のキャプテンだったカタリン・ヒルダンを試合中の事故で亡くしている。

## 個人成績

### クラブ
| 国内大会個人成績 | 国内大会個人成績 | 国内大会個人成績 | 国内大会個人成績 | 国内大会個人成績 | 国内大会個人成績           | 国内大会個人成績 | 国内大会個人成績 | 国内大会個人成績 | 国内大会個人成績 | 国内大会個人成績 | 国内大会個人成績 |
| 年度             | クラブ           | 背番号           | リーグ           | リーグ戦         | リーグ戦                   | リーグ杯         | リーグ杯         | オープン杯       | オープン杯       | 期間通算         | 期間通算         |
| 年度             | クラブ           | 背番号           | リーグ           | 出場             | 得点                       | 出場             | 得点             | 出場             | 得点             | 出場             | 得点             |
| カメルーン       | カメルーン       | カメルーン       | カメルーン       | リーグ戦         | リーグ戦                   | リーグ杯         | リーグ杯         | オープン杯       | オープン杯       | 期間通算         | 期間通算         |
| ---------------- | ---------------- | ---------------- | ---------------- | ---------------- | -------------------------- | ---------------- | ---------------- | ---------------- | ---------------- | ---------------- | ---------------- |
| 2008-09          | キャノン         |                  | プレミア         | 29               | 7                          |                  |                  |                  |                  |                  |                  |
| フランス         | フランス         | フランス         | フランス         | リーグ戦         | リーグ戦                   | F・リーグ杯      | F・リーグ杯      | フランス杯       | フランス杯       | 期間通算         | 期間通算         |
| 2009-10          | ル・マン         | 34               | リーグ・アン     | 0                | 0                          | 0                | 0                | 0                | 0                | 0                | 0                |
| 2010-11          | ル・マン         | 23               | リーグ・ドゥ     | 1                | 0                          | 0                | 0                | 0                | 0                | 1                | 0                |
| 2010-11          | ル・マンII       | 23               | CFA              | 10               | 1                          | -                | -                | -                | -                | 10               | 1                |
| 2010-11          | ロデーズ         |                  | NAT              | 13               | 0                          |                  |                  |                  |                  |                  |                  |
| 2011-12          | ル・マン         | 14               | リーグ・ドゥ     | 16               | 1                          | 3                | 1                | 2                | 0                | 21               | 2                |
| 2011-12          | ル・マンII       | 14               | CFA              | 7                | 1                          | -                | -                | -                | -                | 7                | 1                |
| 2012-13          | ル・マン         | 14               | リーグ・ドゥ     | 18               | 0                          | 1                | 0                | 1                | 0                | 20               | 0                |
| 2012-13          | ル・マンII       | 14               | CFA              | 8                | 2                          | -                | -                | -                | -                | 8                | 2                |
| スイス           | スイス           | スイス           | スイス           | リーグ戦         | リーグ戦                   | スイス杯         | スイス杯         | オープン杯       | オープン杯       | 期間通算         | 期間通算         |
| 2013-14          | ローザンヌ       | 14               | スーパー         | 28               | 2                          | -                | -                | 2                | 1                | 30               | 3                |
| スペイン         | スペイン         | スペイン         | スペイン         | リーグ戦         | リーグ戦                   | 国王杯           | 国王杯           | オープン杯       | オープン杯       | 期間通算         | 期間通算         |
| 2014-15          | コルドバ         | 5                | プリメーラ       | 14               | 1                          | -                | -                | 1                | 0                | 15               | 1                |
| ルーマニア       | ルーマニア       | ルーマニア       | ルーマニア       | リーグ戦         | リーグ戦                   | リーグ杯         | リーグ杯         | ルーマニア杯     | ルーマニア杯     | 期間通算         | 期間通算         |
| 2015-16          | ディナモ         | 14               | リーガ1          | 10               | 0                          | 1                | 0                | 1                | 1                | 12               | 1                |
| 通算             | カメルーン       | カメルーン       | プレミア         | 29               | 7\|\|\|\|\|\|\|\|\|\|\|\|  |                  |                  |                  |                  |                  |                  |
| 通算             | フランス         | フランス         | リーグ・アン     | 0                | 0                          | 0                | 0                | 0                | 0                | 0                | 0                |
| 通算             | フランス         | フランス         | リーグ・ドゥ     | 35               | 1                          | 4                | 1                | 3                | 0                | 42               | 2                |
| 通算             | フランス         | フランス         | NAT              | 13               | 0\|\|\|\|\|\|\|\|\|\|\|\|  |                  |                  |                  |                  |                  |                  |
| 通算             | フランス         | フランス         | CFA              | 25               | 4                          | -                | -                | -                | -                | 25               | 4                |
| 通算             | スイス           | スイス           | スーパー         | 28               | 2                          | -                | -                | 2                | 1                | 30               | 3                |
| 通算             | スペイン         | スペイン         | プリメーラ       | 14               | 1                          | -                | -                | 1                | 0                | 15               | 1                |
| 通算             | ルーマニア       | ルーマニア       | リーガ1          | 10               | 0                          | 1                | 0                | 1                | 1                | 12               | 1                |
| 総通算           | 総通算           | 総通算           | 総通算           | 154              | 15\|\|\|\|\|\|\|\|\|\|\|\| |                  |                  |                  |                  |                  |                  |

### 代表
| カメルーン代表 | カメルーン代表 | カメルーン代表 |
| 年             | 出場           | 得点           |
| -------------- | -------------- | -------------- |
| 2015           | 2              | 0              |
| 計             | 2              | 0              |